# Geertruida Gerarda (schip, 1905)
De Geertruida Gerarda was een zeilschip dat in 1904 in Krimpen aan de Lek te water werd gelaten. Met een tonnenmaat van 2505 was de stalen viermastbark Geertruida Gerarda het grootste zeilschip dat ooit in Nederland werd gebouwd. Het was ook het laatste schip dat in Nederland voor de grote zeilvaart werd gebouwd.

## Geschiedenis
De Geertruida Gerarda werd tussen 1902 en 1904 gebouwd op de werf van J. & K. Smit te Krimpen aan de Lek, waar in die periode nog enkele andere grote zeilschepen werden gebouwd. Het was - in naam - de opvolger van de eerste Geertruida Gerarda uit 1890, een stalen driemastbark die in 1902 ten westen van Australië verging. Opdrachtgever was Rederij Pieter van der Hoog, die na overlijden van Johann Hermann von Santen in 1877 diens belangen in de grote vaart kon overnemen en zich daarmee als reder vestigde. De eerste reis van het schip, van Rotterdam naar Batavia, begon op 20 april 1905.
In 1906 overleed Pieter van der Hoog en het eigendom van het schip ging over op een partenrederij onder directeurschap van de reder Cornelis Jan Lels.
Medio 1910 werd het schip naar Duitsland verkocht. De nieuwe eigenaar was de Rhederei Aktien Geselschaft in Hamburg, die haar omdoopte in Olympia. Na de Eerste Wereldoorlog moest Duitsland het schip aan Italië afstaan in het kader van herstelbetalingen. De Italianen hebben nooit veel met het schip gedaan. De Geertruida Gerarda werd allengs opgelegd en in 1926 in Genua gesloopt.